# Пинака (замок)
Пинака (курд. Pinîka) или же Финика (др.-греч. ΦοινίΚη) — замок в царстве Кордуена в одноименном городе Пинака. 

## Местоположение
Его местоположение было на современной части юго-восточной Турции в провинции Ширнак (Северный Курдистан, Бохтан).

## Примечания

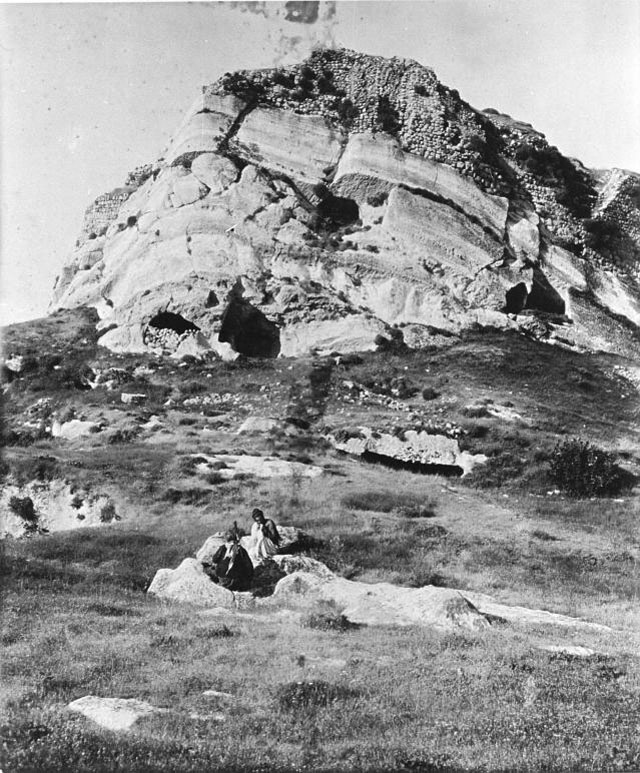
Изображение замка

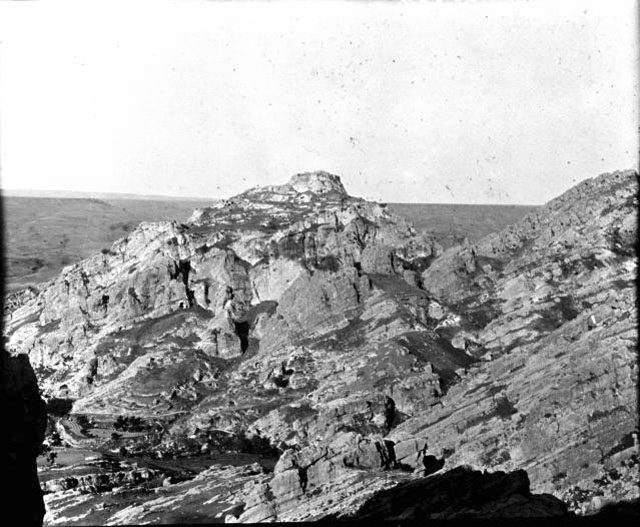
Второе изображение замка